# كرسول ثنائي التفرع
كرسول ثنائي التفرع (الاسم العلمي:Crassula dichotoma) هو نوع نباتي يتبع جنس الكرسول من فصيلة الكرسولية.